# Dizimieu
Dizimieu és un municipi francès situat al departament de la Isèra i a la regió d'Alvèrnia-Roine-Alps. L'any 2007 tenia 613 habitants.

## Demografia

### Població
El 2007 la població de fet de Dizimieu era de 613 persones. Hi havia 234 famílies de les quals 48 eren unipersonals (32 homes vivint sols i 16 dones vivint soles), 73 parelles sense fills, 101 parelles amb fills i 12 famílies monoparentals amb fills.
La població ha evolucionat segons el següent gràfic:
Habitants censats

### Habitatges
El 2007 hi havia 278 habitatges, 234 eren l'habitatge principal de la família, 27 eren segones residències i 17 estaven desocupats. 277 eren cases i 1 era un apartament. Dels 234 habitatges principals, 206 estaven ocupats pels seus propietaris, 24 estaven llogats i ocupats pels llogaters i 3 estaven cedits a títol gratuït; 6 tenien dues cambres, 28 en tenien tres, 65 en tenien quatre i 135 en tenien cinc o més. 208 habitatges disposaven pel capbaix d'una plaça de pàrquing. A 67 habitatges hi havia un automòbil i a 160 n'hi havia dos o més.

### Piràmide de població
La piràmide de població per edats i sexe el 2009 era:
| Homes | Edats   | Dones |
| ----- | ------- | ----- |
| 0     | 95 o +  | 0     |
| 0     | 90 a 94 | 4     |
| 0     | 85 a 89 | 4     |
| 0     | 80 a 84 | 4     |
| 12    | 75 a 79 | 4     |
| 4     | 70 a 74 | 12    |
| 12    | 65 a 69 | 8     |
| 12    | 60 a 64 | 12    |
| 28    | 55 a 59 | 4     |
| 16    | 50 a 54 | 36    |
| 32    | 45 a 49 | 24    |
| 8     | 40 a 44 | 12    |
| 20    | 35 a 39 | 16    |
| 20    | 30 a 34 | 20    |
| 20    | 25 a 29 | 0     |
| 8     | 20 a 24 | 12    |
| 24    | 15 a 19 | 12    |
| 12    | 10 a 14 | 20    |
| 0     | 5 a 9   | 20    |
| 12    | 0 a 4   | 12    |

## Economia
El 2007 la població en edat de treballar era de 398 persones, 288 eren actives i 110 eren inactives. De les 288 persones actives 270 estaven ocupades (142 homes i 128 dones) i 17 estaven aturades (8 homes i 9 dones). De les 110 persones inactives 48 estaven jubilades, 36 estaven estudiant i 26 estaven classificades com a «altres inactius».

### Ingressos
El 2009 a Dizimieu hi havia 254 unitats fiscals que integraven 719,5 persones, la mediana anual d'ingressos fiscals per persona era de 21.618 €.

### Activitats econòmiques
Dels 25 establiments que hi havia el 2007, 2 eren d'empreses de fabricació de material elèctric, 2 d'empreses de fabricació d'altres productes industrials, 5 d'empreses de construcció, 3 d'empreses de comerç i reparació d'automòbils, 1 d'una empresa de transport, 2 d'empreses immobiliàries, 7 d'empreses de serveis, 1 d'una entitat de l'administració pública i 2 d'empreses classificades com a «altres activitats de serveis».
Dels 6 establiments de servei als particulars que hi havia el 2009, 2 eren paletes, 1 guixaire pintor, 1 fusteria, 1 agència immobiliària i 1 saló de bellesa.
L'any 2000 a Dizimieu hi havia 7 explotacions agrícoles que ocupaven un total de 147 hectàrees.

## Equipaments sanitaris i escolars
El 2009 hi havia una escola maternal integrada dins d'un grup escolar amb les comunes properes formant una escola dispersa.

## Poblacions més properes
El següent diagrama mostra les poblacions més properes.